# مجموعه تاریخی و گردشگری رازی

مجموعه تاریخی گردشگری ۳۲ هزار مترمربعی رازی در خرداد ۱۴۰۰ در کنار برج تاریخی طغرل در منطقه ۲۰ تهران شامل فضاهای متعدد کتابخانه، موزه، گالری، مراکز پذیرایی، نمایش و همایش با ۴ سالن اصلی و گنجایش‌های مختلف ۱۵۰ تا ۱۰۰۰ نفری احداث شده‌است.